# حمام بورقيبة
حمام بورقيبة هي قرية جبلية في شمال غرب تونس في ولاية جندوبة، تقع على بعد 17 كيلومترًا غرب عين دراهم و 32 كيلومترًا جنوب طبرقة. تشتهر القرية بجودة الينابيع الحرارية ومياهها الكبريتية التي كانت مستخدمة منذ العصور القديمة والتي يمكن الاستمتاع بها في فندق المرادي. تحيط بالقرية التلال الكثيفة من خشب البلوط والصنوبر، وتشتهر المنطقة (جزء من سلسلة جبال خمير) بالحركلة.